# نيمان
نهر نِيمَان (بالإنجليزية: Neman أو Nemunas، بالألمانية: Memel، بالروسية: Неман) هو نهر يقع بأوروبا الشرقية، ينبع من روسيا البيضاء ويجري في ليتوانيا ليصبّ في بحيرة قورش، ثم في بحر البلطيق.

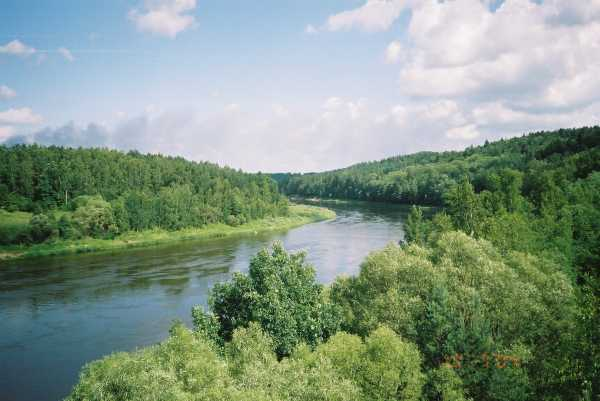
نهر نيمان قرب مدينة أليتس (لتوانيا)